# 미노타우르 I

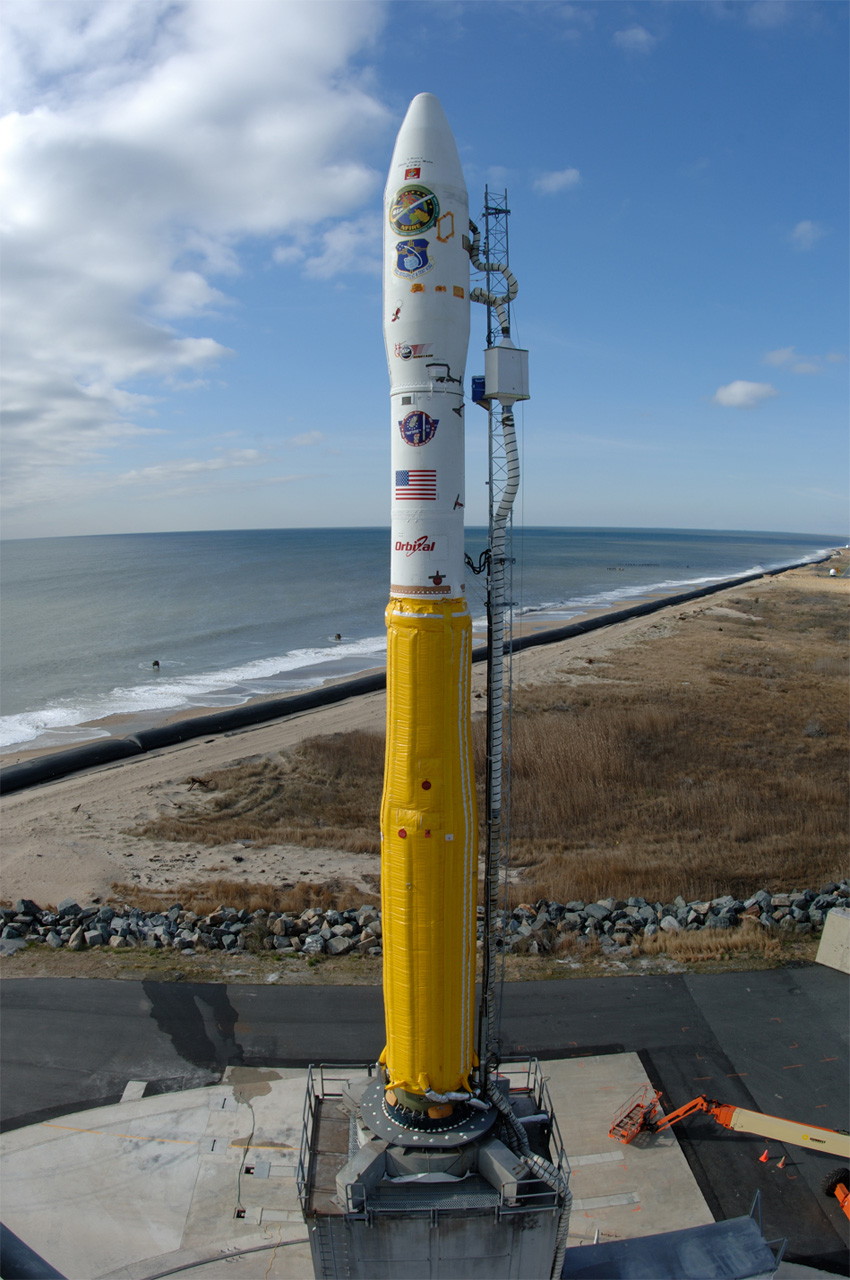

미노타우르 1호(Minotaur I) 또는 미노타우르는 미국의 우주발사체 로켓이다. 3단 고체연료 LGM-30 미닛맨 핵미사일에 4단 고체로켓을 추가해서, 위성 발사체로 개조했다. 미국 정부의 위성을 발사하는데 사용되며, 오비털 사이언스사가 주로 로켓을 제작한다.